# Mideopsis marshallae
Mideopsis marshallae är en kvalsterart som beskrevs av Cook 1976. Mideopsis marshallae ingår i släktet Mideopsis och familjen Mideopsidae. Inga underarter finns listade i Catalogue of Life.